# Cratere Hausen
Hausen è un grande cratere lunare di 163,24 km situato nella parte sud-occidentale della faccia visibile della Luna.
Il cratere è dedicato all'astronomo tedesco Christian August Hausen.

## Crateri correlati
Alcuni crateri minori situati in prossimità di Hausen sono stati convenzionalmente identificati, sulle mappe lunari, attraverso una lettera associata al nome.
I seguenti crateri minori sono stati rinominati dalla IAU:
- Hausen A — cratere Chappe
- Hausen B — cratere Pilâtre